# Zygmunt Jeleń
Zygmunt Jeleń (ur. 1866 w Sierosławicach, zm. 17 lipca 1945 w Tarnowie) – wydawca i drukarz, długoletni właściciel księgarni, drukarni i wydawnictwa w Tarnowie, bibliofil.
Zygmunt Jeleń był synem Piotra, urzędnika zatrudnionego w salinach bocheńskich i Karoliny z domu Jakubowskiej. Wyższą szkołę realną ukończył w Krakowie. Od kwietnia 1883 roku był praktykantem a następnie zecerem w księgarni i drukarni w Nowym Sączu, prowadzonej przez swego wuja, J. K. Jakubowskiego. Od 1898 roku, po śmierci właściciela, przez następne dwa lata samodzielnie kierował przedsiębiorstwem. W sierpniu 1890 roku zakupił od spadkobierców Karola Raschki podupadającą księgarnię i skład nut w Tarnowie. Firma ta, o tradycji sięgającej 1825 roku, została założona jako filia księgarni Jana Milikowskiego ze Lwowa i prowadzona następnie przez Wilhelma Gazdę i Józefa Delonga.
W 1901 roku Zygmunt Jeleń uzyskał koncesję na prowadzenie księgarni na własne nazwisko. Rozbudował przedsiębiorstwo i zmodernizował lokal. W 1907 roku, po uzyskaniu odpowiedniej koncesji, uruchomił własną drukarnię, stopniowo ją rozbudowując. Rozpoczął działalność wydawniczą pod własną firmą, która ostatecznie objęła około 240 pozycji. Były wśród nich prace naukowe i popularnonaukowe, literatura piękna, broszury, nuty, książeczki do nabożeństwa i literatura dewocyjna. Najpopularniejszą serią wydawniczą Zygmunta Jelenia była Biblioteka Krytyczna Arcydzieł Literatury Polskiej i Obcej pod redakcją Wiktora Doleżana, w której publikowane były streszczenia i komentarze do lektur szkolnych. Książki z tej serii były chętnie nabywane przez młodzież szkolną.
Działalność wydawnicza Zygmunta Jelenia uległa ograniczeniu podczas kryzysu gospodarczego połowy lat 30. XX wieku. Od tej pory większość ukazujących się pozycji stanowiły wznowienia tomików Biblioteki Krytycznej... Trudności lat wojny i okupacji niemieckiej dodatkowo pogłębiły trudności księgarni. Zygmunt Jeleń zmarł w Tarnowie w lipcu 1945 roku i został pochowany na miejscowym Starym Cmentarzu. Firma była do likwidacji w 1949 roku prowadzona przez jego synów. Prawa do serii Biblioteki Krytycznej... zostały wykupione przez Krakowskie Towarzystwo Wydawnicze Zygmunta Banka.
Zygmunt Jeleń był żonaty z Heleną z Fischerów (zm. 1944). Jeden z jego synów, Tadeusz (zm. 1965), był tarnowskim artystą malarzem.